# Pangeran Adipati Soejono

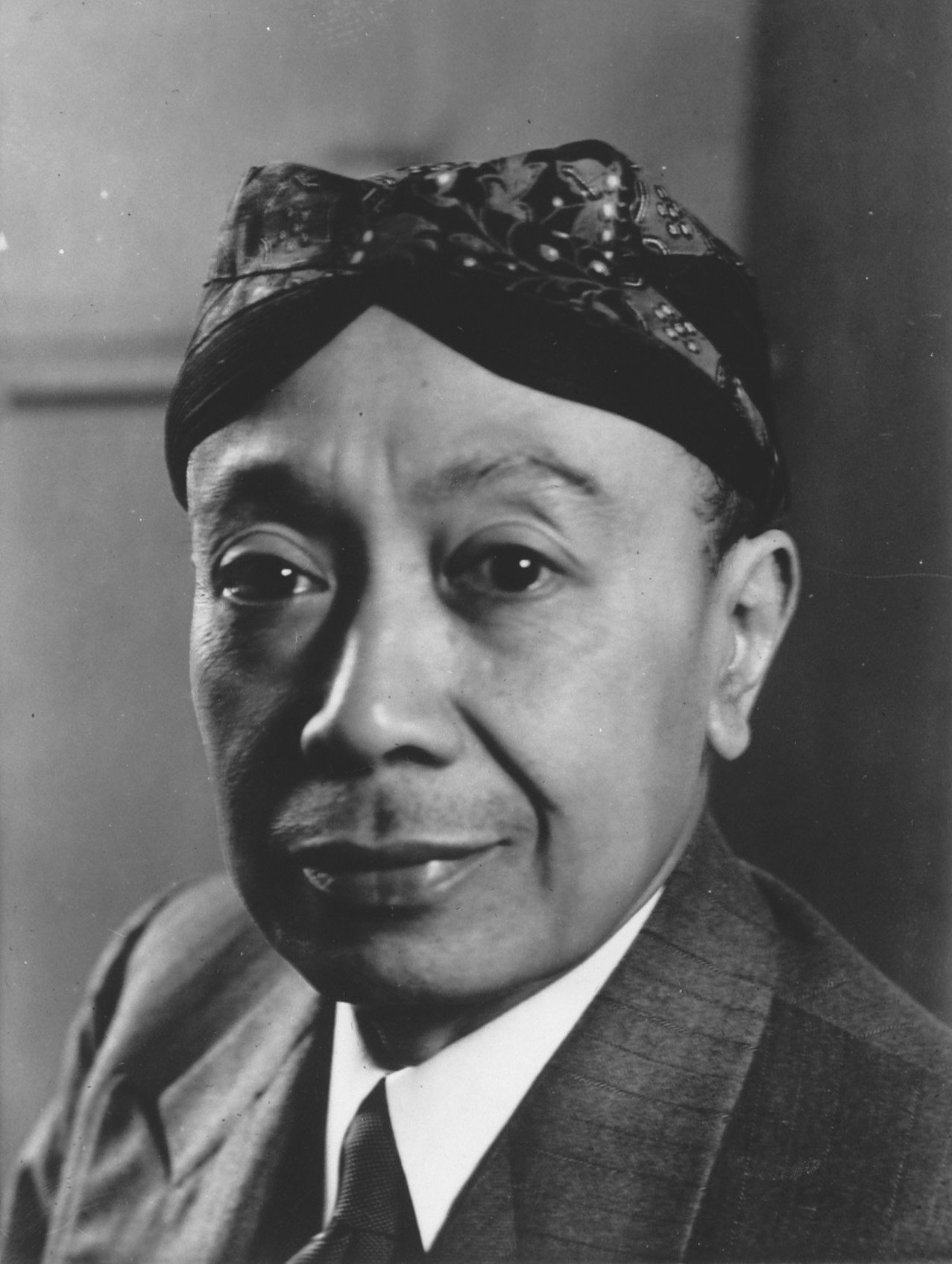
Pangeran Adipati Ario Soejono

Pangeran Adipati Soejono (Toeloengagoeng (Java, Nederlands-Indië), 31 maart 1886 - Londen, 5 januari 1943) was een Nederlands politicus. Hij was de eerste Indonesische en islamitische minister van Nederland.
Pangeran Adipati Soejono kwam uit een Javaanse regentenfamilie. Hij was regent in Pasoeroean en lid van de Volksraad en van de Raad van Nederlands-Indië. Van 1942 tot zijn overlijden een half jaar later, was hij minister zonder portefeuille in Londen, in het kabinet Gerbrandy. Hij behoorde tot de gematigde nationalisten, maar vond weinig weerklank bij het merendeel van zijn collega's voor de Indonesische wens voor grotere zelfstandigheid. Hij werd door hen wel gerespecteerd om zijn intelligentie, bestuurlijke ervaring en bescheidenheid.